# Halopteris minuta
Halopteris minuta är en nässeldjursart som först beskrevs av Trebilcock 1928.  Halopteris minuta ingår i släktet Halopteris och familjen Halopterididae. Inga underarter finns listade i Catalogue of Life.